# Scuola della Carità (Padova)
La Scuola della Carità di Padova è un edificio di origine medievale che dai primi decenni del Quattrocento fu la sede della Confraternita della Carità, congregazione di carattere laico dedicata ad attività devozionali e assistenziali, fino agli inizi dell'Ottocento. Il complesso è utilizzato per attività culturali.

## Storia

### Quattrocento
L'origine della Scuola della Carità di Padova è strettamente legata alla Confraternita di Santa Maria della Carità, una delle 23 confraternite spirituali di Padova, la cui impostazione laicale era sicuramente di ispirazione francescana e connessa all'assistenza fisica e spirituale dei malati. Non ci sono fonti dirette che attestino la presenza di questa fraglia spirituale e nemmeno che diano informazioni sull'edificio che originariamente ospitava la sede della confraternita. Solamente nel 1405 la nobildonna Sibilla de Cetto, moglie di Baldo Bonafari, menzionò la fraglia della Confraternita della Carità tra i destinatari dei suoi lasciti nel suo primo testamento.
La famiglia Bonafari nel 1414 era impegnata nella fondazione dell'ospedale di San Francesco, edificio che da questo momento in poi, grazie a loro, sarà strettamente legato alla Scuola della Carità.
Nel 1419 Sibilla Bonafari riuscì a stipulare un accordo con la Confraternità della Carità che, oltre alla possibilità di ricoverare gratuitamente dieci confratelli poveri, prevedeva che i membri della scuola potessero usufruire di una sala e due stanze del complesso ospedaliero di San Francesco per le riunioni e della cappella dedicata a Santa Maria della Carità nella chiesa di San Francesco. Inoltre la donna si prese l'impegno di trovare al più presto uno spazio apposito da allestire come sede della confraternita a patto che la scuola si impegnasse nella cura e nell'assistenza ai malati. Dopo questo accordo quindi la Confraternita della Carità iniziò a riunirsi nel complesso edilizio dell'ospedale ancora in costruzione, molto probabilmente in una sala al primo piano. Nel 1430 questa sala venne sottoposta a dei lavori finalizzati al completo rifacimento dei soffitti della grande aula quadrata di 52 piedi di lunghezza di 41 di larghezza (18,5x14,5 metri circa).
La fraglia con il tempo si espanse in maniera considerevole e a causa dei lasciti testamentari, dei possedimenti immobiliari e di tutte le attività ad essi legate, gli spazi all'interno del complesso ospedaliero iniziarono a non essere più sufficienti. Si rese dunque necessario uno spostamento di sede che avvenne il 7 giugno del 1451 quando la Confraternita stipulò un contratto con il Collegio dei Leghisti il quale sanciva la cessione alla fraglia di due edifici situati di fronte alla Chiesa di San Francesco. Si trattava di immobili a due piani, uno più ampio con corte e pozzo ed un altro di dimensioni più ridotte e parzialmente in legno.
L'attuale edificio risale quindi alla metà del Quattrocento quando l'edificio ad angolo, il più modesto dei due, venne scelto per la costruzione della sala capitolare, anche per la sua struttura parzialmente in legno facilmente modificabile. I lavori si conclusero molto probabilmente intorno al 1452. L'altro edificio concesso alla Confraternita venne invece adibito ad abitazione del fattore.

### Cinquecento
Nel 1470 la Scuola della Carità fu soggetta ad altri lavori principalmente di allestimento della sala capitolare, mentre nel corso del Cinquecento l'edificio subì modifiche più importanti sia per quanto riguarda l'assetto decorativo, sia di ampliamento delle strutture di servizio, dei granai e della cantina. Nel 1508 infatti iniziò la costruzione, oltre che del nuovo granaio, anche della scala e del portale d'ingresso (perfettamente allineato con l'ingresso principale della Chiesa) e venne affrescato il muro esterno dalla parte di fronte alla Chiesa di San Francesco; il tutto terminò nel 1509.
Negli ultimi decenni del Cinquecento furono realizzati gli interventi di trasformazione più rilevanti, che riguardavano per la maggior parte l'impianto della sala del Capitolo.
Il 24 febbraio del 1579, il Consiglio della fraglia decise di modificare radicalmente la sala sia per quanto concerne l'assetto decorativo che quello strutturare, infatti fu riordinata la disposizione irregolare delle finestre. La realizzazione dell'intervento della parte decorativa riguardò gli affreschi all'interno, commissionati a Dario Varotari.

### Seicento
Venne fornita una descrizione sintetica della chiesa nel Seicento da parte dei cronisti dell'epoca, ad esempio Andrea Cittadella, che nel 1605 afferma: “è selegiata, dipinta, con bello soffità, lunga 63 e larga 25 (piedi), ha un altare, calice e campana et anco una memoria (una lapide, collocata dopo i lavori del 1579)”.

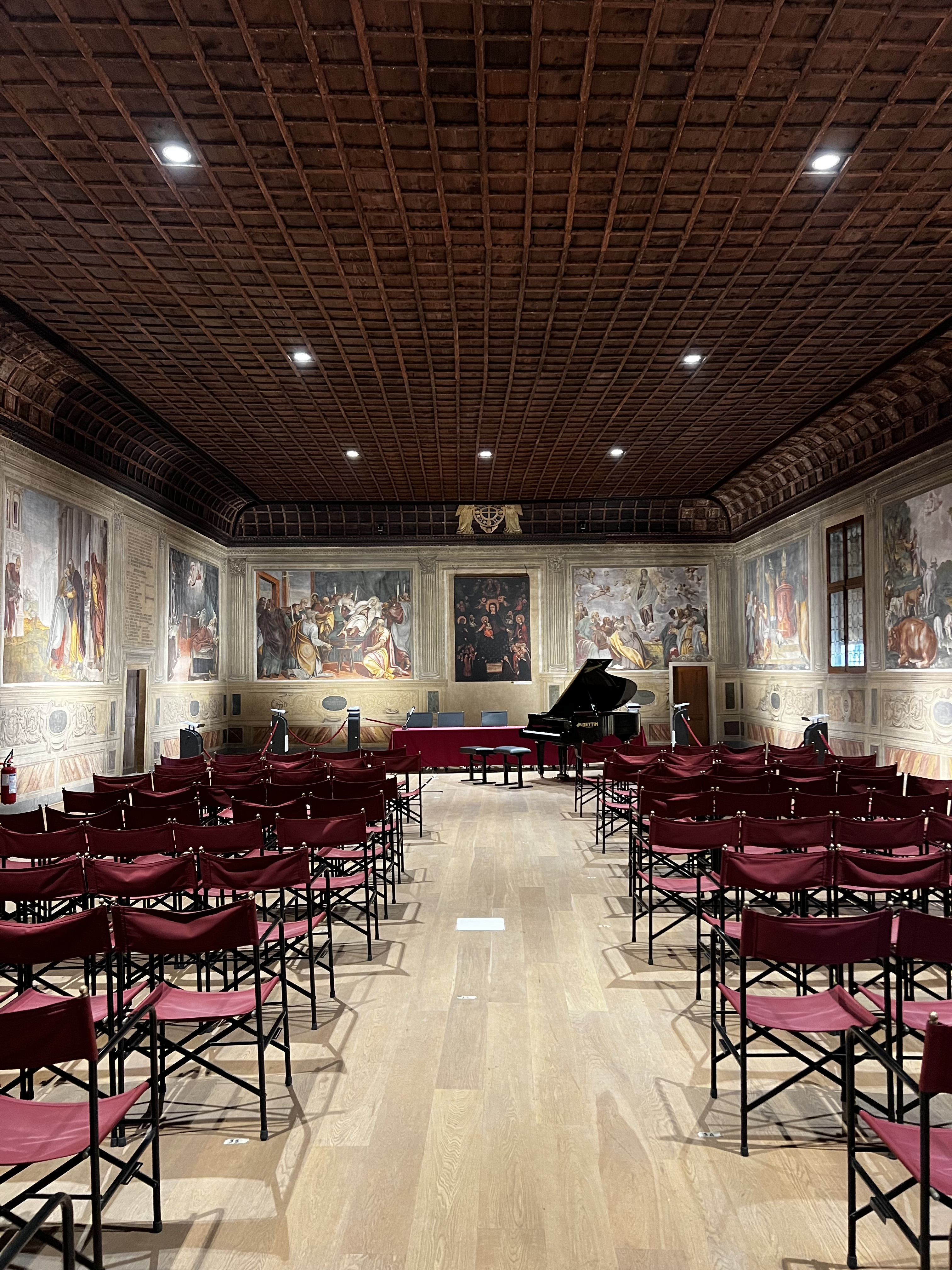
Sala del Capitolo

Furono continui i lavori di manutenzione della Scuola: nel 1654 fu aggiunta una balaustra all'altare del capitolo.
Nel 1672 furono realizzati lavori di ripristino della sala del Capitolo, soprattutto nella zona dell'altare, che si trovava in uno stato trascurato, utilizzata come una sorta di deposito per materiali di vario tipo.

### Settecento
Una delle descrizioni dell'organizzazione spaziale della Scuola, risalente a pochi decenni prima della soppressione, è quella del 1763 (Diario, pp. 240–245):
Nel 1797 il governo francese decreta la soppressione dell'istituto, per cui tutti i beni della confraternita vennero trasferiti all'ospedale.
Nel 1799 la Scuola della Carità fu ripristinata dal governo austriaco, per poi essere definitivamente soppressa nel 1806 col ritorno dei francesi, e l'immobile fu assegnato all'amministrazione ospedaliera. Pertanto la sala fu spogliata già a partire dal 1797, a cui si è susseguito nel 1799 un tentato reintegro. La sala del Capitolo e gli ammezzati vennero dati ai frati di San Francesco e utilizzati occasionalmente dalla parrocchia di San Francesco, istituita nel 1810 dopo la consacrazione della chiesa di San Lorenzo.

### Ottocento
Dopo la soppressione del 1806 l'edificio andò incontro ad una fase di declino ed abbandono. All'inizio del Novecento fu noto l'interesse al recupero dell'immobile, infatti nel 1914, dopo il ritorno dei frati minori, la sala subisce piccoli interventi di riassetto col fine di essere utilizzata per l'organizzazione di riunioni.
Tuttavia questi interventi erano stati realizzati dopo che la sala, negli ultimi decenni dell'Ottocento, come denunciato anche dallo storico Giovanni Fabris in una lettera alla soprintendenza e in un articolo, era stata spogliata di numerosi riquadri dal soffitto ligneo.

### Novecento
Dopo la seconda guerra mondiale, la sala del capitolo fu oggetto di consistenti interventi di restauro, affinché potesse ospitare la Cattedra di Cultura Francescana. In questa occasione, sotto la direzione della Soprintendenza ai Monumenti, tra il 1946 e il 1947, vennero ripuliti gli affreschi, riparato il pavimento e ricostituito il soffitto ligneo seguendo l'impostazione originaria.
Durante il periodo di inutilizzo dell'edificio, a partire dal 1932, gli ambienti al piano terra erano di proprietà dell'ospedale ed impiegati come bottega di fabbro. Nel 1958, il consiglio di amministrazione dell'azienda ospedaliera, dopo le richieste del parroco Mariano Girotto, vendette  alla parrocchia di San Francesco gli ambienti ormai inutilizzati del fabbro. Questi spazi vennero convertiti in un secondo accesso alla sala. I lavori per la sua realizzazione furono affidati all'ingegnere Luigi Simonetti, che fino al 1960 si occupò della realizzazione di servizi igienici e della scala interna.
Furono svolti anche lavori successivi: tra il 1966-1967 vennero introdotte nuove apparecchiature termiche, e quindi realizzato un camino con rifodera in forati e fu chiuso l'arco posto sotto la scala.
Successivamente al terremoto del Friuli del 1976, gli edifici affacciati su via Santa Sofia subirono forti lesioni strutturali e la Soprintendenza dichiarò la sala inagibile.
Nel 1984 furono svolti lavori di manutenzione al tetto, attraverso l'inserimento di un abbaino sul lato nord per permettere l'accesso al sottotetto per le ispezioni.

### XXI secolo
Infine nel 2005 furono avviati i lavori di restauro definitivo e rifunzionalizzazione dell'edificio della Scuola della Carità, diretti dall'architetto Antonio Tombola. A partire dal 2000 furono invece realizzati degli studi sull'edificio propedeutici ai futuri lavori di restauro, in cui vennero predisposti un rilievo metrico di precisione, indagini finalizzate alla determinazione dello stato complessivo di salute delle strutture, completate da analisi fisico chimiche e diagnosi sullo stato delle superfici pittoriche.
I lavori di restauro si conclusero nel 2007, e a quel punto l'edificio ha ripreso la sua piena funzionalità ed è stato adibito a luogo di riunione, convegni e conferenze, mantenendo comunque il ciclo di affreschi e il soffitto ligneo. Lo spazio del mezzanino fu reso agibile e funzionale attraverso la realizzazione di spazi di servizio.

## Descrizione

### Esterno

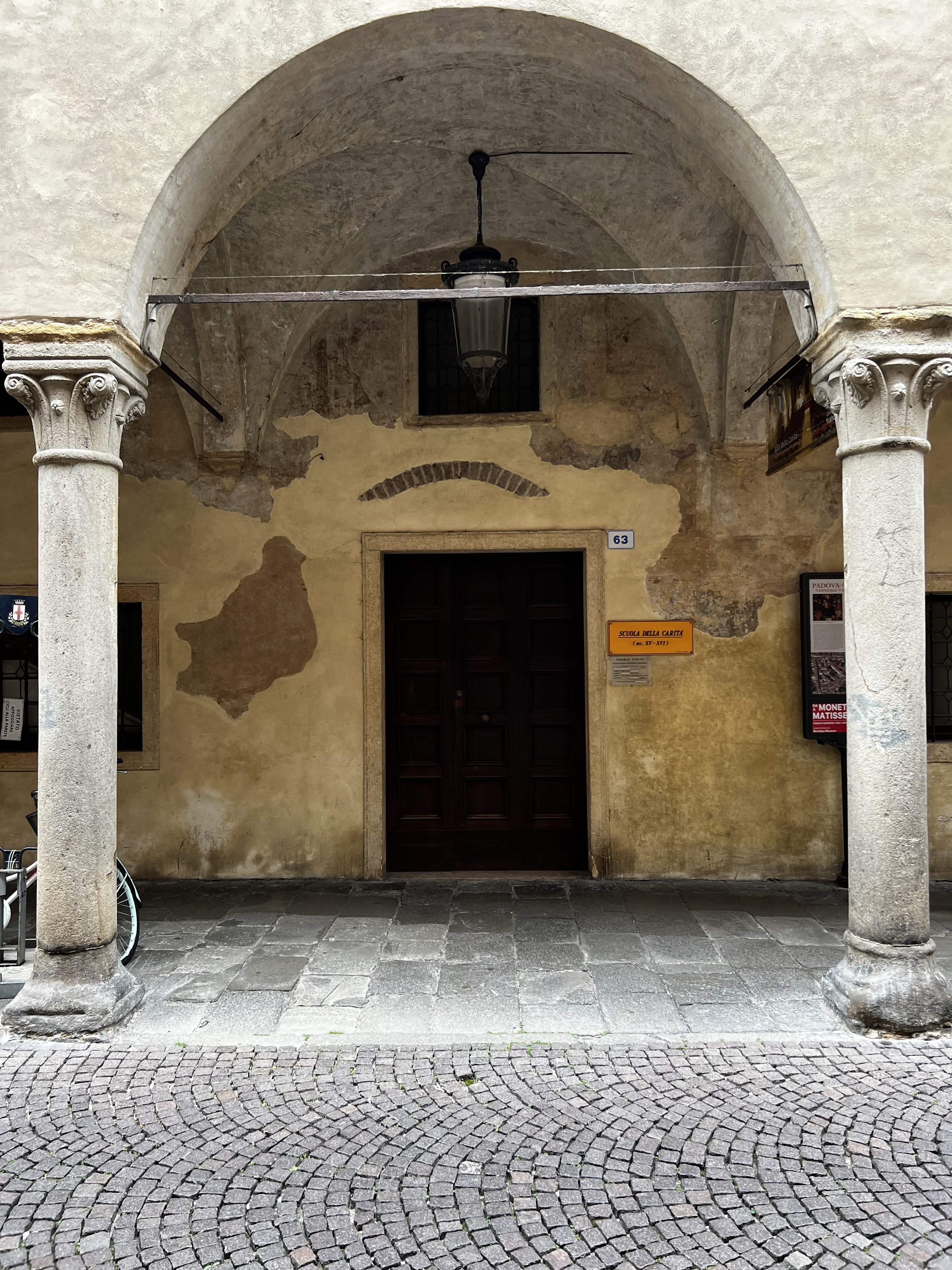
Ingresso esterno

L'edificio è innalzato seguendo l'andamento irregolare del lotto, all'angolo tra via San Francesco e via Santa Sofia, di fronte alla Chiesa di San Francesco Grande a Padova.
La facciata mostra caratteri tipici dell'epoca in cui è stata eretta, con il porticato a tre arcate, arricchito al centro da due esili colonne, coperto internamente da volte a crociera e dall'edicola sull'asse del prospetto principale, mentre sul lato che si affaccia su  via Santa Sofia, rimane liscio e disadorno, ospitando unicamente le sei finestre della sala superiore. L'ingresso originario si componeva di una scala laterale protetta da un loggiato a due arcate, probabilmente in legno, dalla quale era possibile accedere direttamente al piano interamente dedicato alla Sala Capitolare della Scuola, quello superiore. Infatti questo piano si sviluppa in un corpo di fabbrica compatto, sovrastato da un tetto a doppia falda, arricchito dal cornicione decorato in cotto che ricorda quello dell'edificio francescano di fronte. Gli altri locali della confraternita, occupavano il piano terra, e venivano utilizzati, ad esempio, per la distribuzione dei viveri.
È importante osservare che l'edificio della Scuola della Carità presenta alcune differenze nell'organizzazione degli spazi rispetto a come tipicamente erano gestite le sedi di altre confraternite cittadine. Un esempio di ciò è la scelta di non dividere su due livelli sovrapposti l'oratorio e la sala capitolare, ma adibire a questa funzione la stessa sala del capitolo.
Nel 1508, a seguito di ingenti lavori mirati a migliorare l'aspetto della Scuola della Carità, fu costruito un nuovo granaio e una nuova scala in corrispondenza del portale frontale. Una cornice trabeata e fregio superiore decorato da intarsi sono una conferma della datazione dei lavori.  Dalle scarse indicazioni ricavabili dai documenti contabili si può dedurre che attualmente, lo spazio che era adibito a granaio, è occupato da un ristorante e il portale in pietra corrisponde a quello che è visibile ancora oggi. È importante sottolineare come tutti i lavori di ristrutturazione della scuola fossero strettamente collegati con il cantiere di ampliamento della chiesa di San Francesco, come testimonia l'allineamento del portale centrale con l'ingresso della chiesa.
Come è indicato in una descrizione della Scuola del 1763, anticamente l'edificio doveva essere decorato esternamente a scacchi bianchi e rossi. Ciò si può intuire da alcune pareti interne verso la corte. Il rosso e il bianco erano i colori distintivi della confraternita.
Nonostante fosse una delle più importanti confraternite della città, l'aspetto esteriore della scuola rimase sempre essenziale, senza manifestazioni esteriori di ricchezza, probabilmente per dedicare le risorse a fini caritativi.
Negli anni la scuola è stata oggetto di numerose modifiche. Nei lavori del 1960, furono costruiti i servizi igienici e la scala interna che collega direttamente alla sala e in interventi più recenti furono introdotte nuove apparecchiature termiche. L'ultimo intervento, nel 2007, ha dotato la sala di rinnovati impianti elettrici, riscaldamento e sistema di illuminazione per permettere all'edificio di poter svolgere la sua attuale funzione di sala per riunioni.

### Interno

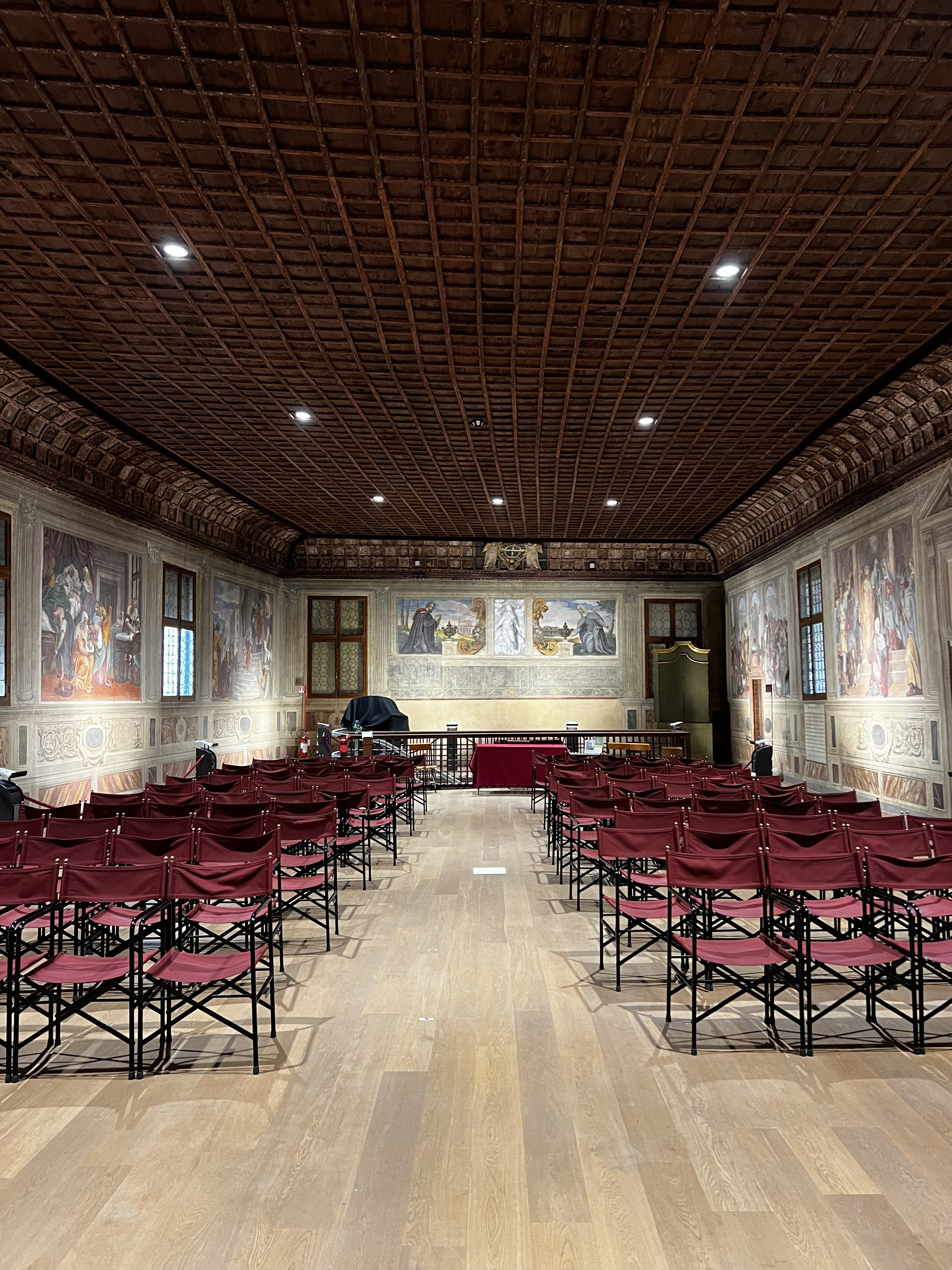
Sala del Capitolo

Durante gli ultimi decenni del Cinquecento furono attuati importanti lavori di riassetto della sala del Capitolo e nel 1579, il pittore e architetto Dario Varotari fu incaricato di decorare tutte le pareti interne con affreschi che raccontassero la storia della Vergine. Gli fu affidato anche il compito di sistemare il soffitto ligneo e la sistemazione degli arredi. È importante sottolineare che le finestre della sala sono distribuite in modo da inserirsi con precisione nella rete di affreschi presenti.

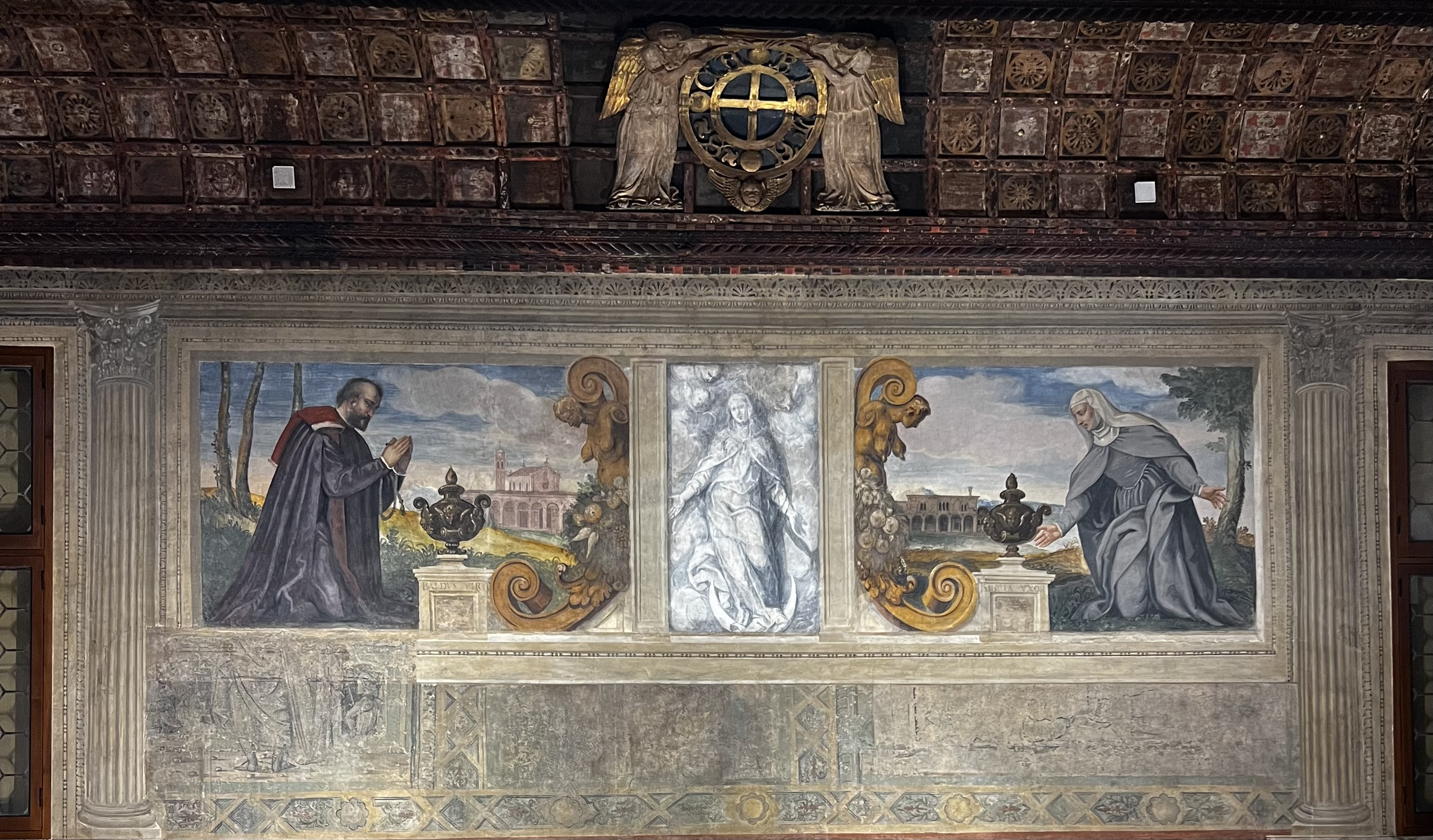
Ritratto di Baldo Bonafari e Sibilia De Cetto

I riquadri affrescati da Varotari sono tredici, ognuno definito da una cornice che aiuta la comprensione unitaria della narrazione.
i dodici riquadri rappresentano scene della vita di Maria:
- Presentazione di Maria al tempio
- Cacciata di Gioacchino dal tempio
- Gioacchino fra i pastori
- Incontro di Gioacchino con Anna alla porta aurea
- Natività della Vergine
- Presentazione di Maria al tempio
- Presentazione della verga fiorita
- Il matrimonio della Vergine
- Annunciazione
- Visitazione
- Morte di San Giuseppe
- Dormizione della Vergine
- Assunzione della Vergine

La parete meridionale invece presenta, con dimensioni maggiori, i ritratti a figura intera di Baldo e Sibilla Bonafari in cui sono riconoscibili gli edifici di rilievo che circondano la Scuola: L'ospedale, la chiesa e il convento di San Francesco.
Il modulo utilizzato dal pittore nella realizzazione dei dipinti è quello tipico del manierismo. Le competenze architettoniche di Dario Varotari, visibili anche negli edifici raffigurati negli sfondi degli affreschi, hanno contribuito a donare alla sala una rilevanza anche dal punto di vista tecnico-costruttivo. Di fronte alla porta laterale, nella parete verso est, sorgeva un altare in pietra dedicato alla Santa Annunziata e sotto il ritratto dei benefattori sorgeva il banco di riunione usato dalla commissione per gestire il denaro. Su una lapide, andata perduta, murata sopra la porta della sala fu incisa memoria di questo importante intervento che modificò ampliamenti gli interni della sala, dotandola di un soffitto cassettonato, nuove aperture e nuovi sedili, l'assetto che ancora oggi sopravvive.